# Ilhas Menores Distantes dos Estados Unidos
As Ilhas Menores Distantes dos Estados Unidos ou Ilhas Menores Afastadas dos Estados Unidos são uma designação estatística definida pelo código ISO 3166-1 da Organização Internacional de Padronização. O código de entrada é ISO 3166-2:UM. As pequenas ilhas periféricas e grupos de ilhas consistem em oito áreas insulares dos Estados Unidos no Oceano Pacífico (Ilha Baker, Ilha Howland, Ilha Jarvis, Atol Johnston, Recife Kingman, Atol Midway, Atol Palmyra e Ilha Wake) e uma no Caribe (Ilha Navassa).
As ilhas, embora espalhadas pelo Pacífico e bastante pequenas, são ricas em história e natureza e têm sido estrategicamente importantes. A quase árida Howland é famosa por ser a ilha onde Amelia Earhart, uma famosa piloto americana que desapareceu em seu voo de volta ao mundo em 1937, iria pousar. Wake, lar de uma ave que não voa agora extinta, foi o local de uma batalha campal da Segunda Guerra Mundial em 1941 e foi uma escala importante para aeronaves que transitavam pelo Pacífico em meados do século XX. Da mesma forma, o Atol Midway é o lar de muitos corais e pássaros, e também foi o centro de uma famosa batalha da Segunda Guerra Mundial que ajudou a mudar a maré da guerra do Pacífico. Outras ilhas, como Palmyra, são ricas em biodiversidade única e também foram sede de uma base da Segunda Guerra Mundial. O Atol Johnston era uma ilha famosa por sua base na Guerra Fria, quando foi ampliada e usada para destruir estoques de armas químicas; foi também o local de um acidente nuclear. Johnston foi fortemente modificado com a expansão da terra, enquanto outros são reservas naturais quase intocadas.

## Etimologia
O nome do conjunto de ilhotas no pacífico norte se devem as ilhas serem remotas e distantes da metrópole, Os Estados Unidos da América

## História
Em 1936, um programa de colonização começou a instalar americanos em Baker, Howland e Jarvis, mas todas as três ilhas foram evacuadas em 1942 como resultado da Segunda Guerra Mundial.
A ISO introduziu o termo "Ilhas Menores Distantes dos Estados Unidos" em 1986. De 1974 a 1986, cinco das ilhas (Ilha Baker, Ilha Howland, Ilha Jarvis, Atol de Palmyra e Recife Kingman) foram agrupadas sob o termo Ilhas do Pacífico Diversas dos Estados Unidos, com código ISO 3166 PU. O código do Atol Midway era MI, o código do Atol Johnston era JT, e o código da Ilha Wake era WK. Antes de 1986, a Ilha Navassa, juntamente com várias pequenas ilhas no Mar do Caribe que não estão mais sob a soberania dos EUA, foram agrupadas sob o termo Ilhas do Caribe Diversas dos Estados Unidos, com o código de país FIPS BQ 
As povoadas Ilhas Stewart, chamadas Sikaiana e agora efetivamente controladas pelas Ilhas Salomão, não estão incluídas nas listas oficiais das Ilhas Menores Distantes dos EUA. Em 1856, o Conselho Privado do Reino do Havaí e o Rei Kamehameha IV votaram pela aceitação de sua cessão voluntária. O Reino mais tarde tornou-se a República do Havaí, toda a qual foi anexada pelos Estados Unidos em 1898. Em 1959, o resultante Território Federal dos EUA do Havaí, excluindo apenas o Atol de Palmyra e o Atol de Midway, tornou-se um estado dos EUA. Os residentes das Ilhas Stewart, que são polinésios como os havaianos nativos, em vez de melanésios, alegaram ser cidadãos dos Estados Unidos desde que as Ilhas Stewart foram dadas ao rei Kamehameha IV em 1856 e faziam parte do Havaí na época dos Estados Unidos. anexação em 1898. Os governos federal dos EUA e dos estados do Havai aceitam informalmente a recente reivindicação das Ilhas Salomão sobre as Ilhas Stewart, e os Estados Unidos não fazem nenhuma reivindicação oficial de soberania. 

## Política
As ilhas não possuem um administrador próprio, sendo o responsável pela ilha o presidente dos Estados Unidos da América, Donald Trump (2025).

## Visão Geral
Exceto o Atol de Palmyra, todas essas ilhas são territórios não incorporados e não organizados dos Estados Unidos. Atualmente, nenhuma das ilhas tem residentes permanentes conhecidos, embora militares, pessoal do Serviço de Pesca e Vida Selvagem dos EUA e pessoal científico e de pesquisa estacionados temporariamente sejam destacados para algumas das ilhas. O censo de 2000 contou 315 pessoas no Atol Johnston e 1 pessoa na Ilha Wake. O Território do Atol de Palmyra é um território incorporado, separado em 1959 do resto do antigo Território incorporado do Havaí quando o Havaí se tornou um estado.

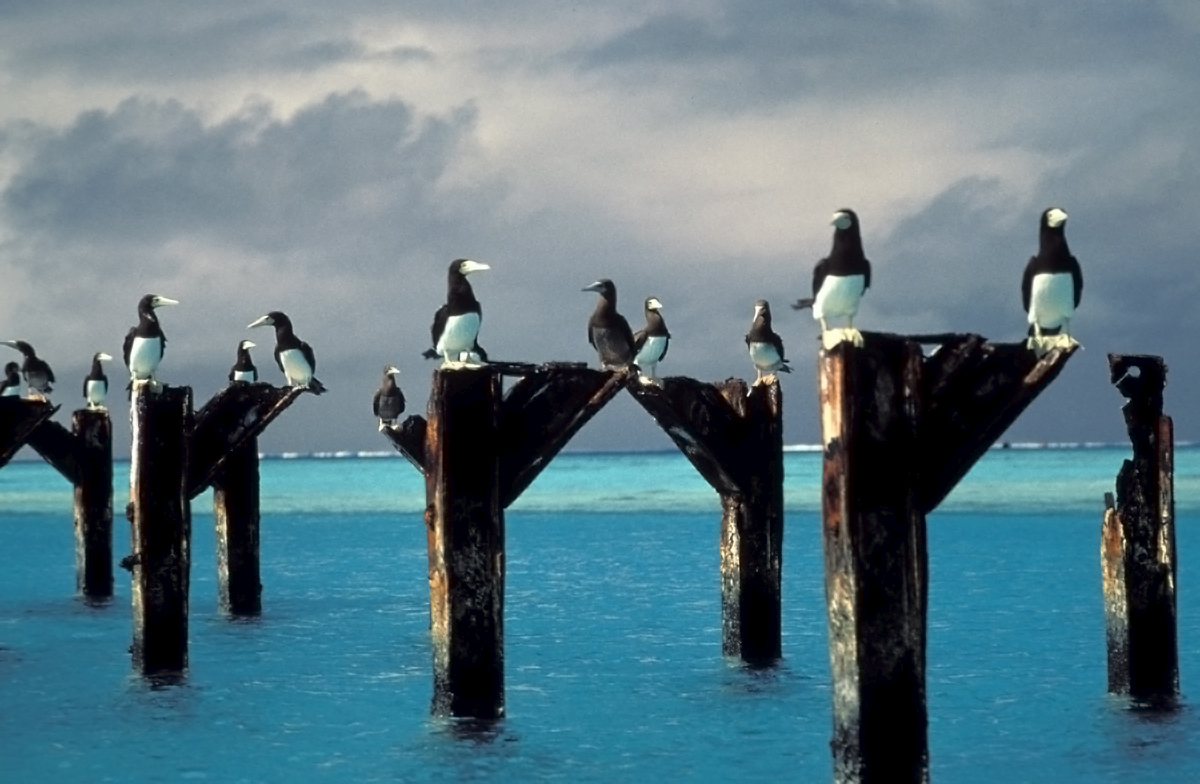
Atobás Marrons no topo de postes no cais do Atol Johnston.

Não houve registro de população indígena moderna, exceto no censo de 1940. Durante o final da década de 2010, os militares dos EUA começaram a reinvestir no campo de aviação e outros negócios na Ilha Wake. 
As ilhas são agrupadas por conveniência estatística. Não são administradas colectivamente, nem partilham uma única história cultural ou política para além de serem ilhas desabitadas sob a soberania dos Estados Unidos. Estão todos fora do território aduaneiro dos Estados Unidos e não têm direitos aduaneiros.  Exceto o Atol de Midway, as ilhas do Pacífico são cercadas por grandes zonas econômicas exclusivas e estão dentro dos limites do Monumento Nacional Marinho das Ilhas Remotas do Pacífico.
Eles são representados coletivamente pelo código ISO 3166-1 alfa-2 UM. As ilhas individuais possuem códigos numéricos ISO 3166-2.
O domínio de primeiro nível com código de país da Internet ( ccTLD ) ".um" tem sido historicamente atribuído às ilhas; no entanto, o ccTLD .um foi retirado em janeiro de 2007. 

Bandeira local do Atol Midway.

A maioria das ilhas das Ilhas Menores Distantes dos EUA está fechada ao público. Visitantes de ilhas como a Ilha Jarvis precisam de autorização. O Atol de Palmyra está aberto ao público, mas não há uma maneira fácil de chegar até ele.

## Transporte

### Aeroportos
Veja também: Aeroportos dos Estados Unidos da América
Os aeroportos nas Ilhas Menores Distantes dos Estados Unidos fornecem pontos críticos de pouso de emergência em todo o vasto Oceano Pacífico para todos os tipos de aeronaves, permitem uma presença militar importante em zonas estratégicas importantes e têm serviços comerciais programados limitados. A seguir está uma lista de aeroportos insulares com códigos ICAO (IATA):
- Aeroportos das Ilhas Menores Distantes
  - PLPA: Aeroporto de Palmyra (Cooper), Ilha Cooper, Atol de Palmyra
  - PMDY (MDY): Henderson Field, Sand Island, Midway Atoll
  - PWAK (AWK): Aeródromo de Wake Island, Ilha Wake

Outros aeroportos incluem:
- Aeroporto do Atol Johnston, Atol Johnston (anteriormente PJON/JON): O aeroporto foi construído durante a Segunda Guerra Mundial e teve um tráfego comercial significativo durante a segunda metade do século XX. No entanto, foi abandonado em 2003.[13]

- Campo Kamakaiwi: Ilha Howland (de 1937 a cerca de 1945)[14]
- Recife Kingman : A lagoa foi usada como estação intermediária entre o Havaí e a Samoa Americana pela Pan American Airways para barcos voadores em 1937 e 1938.[15]

### Portos Marítimos
Três das ilhas estão listadas com portos no World Port Index, com World Port Number:
- Portos das Ilhas Menores Distantes
  - 56325 ATOL DE JOHNSTON: Atol de Johnston
  - 56328 ILHA MIDWAY: Atol Midway
  - 56330 ILHA WAKE: Ilha Wake
  - não listado LAGOA OCIDENTAL: Atol de Palmyra

Baker Island, Howland Island e Jarvis Island têm, cada uma, um pequeno local de desembarque para barcos. Kingman Reef e Navassa Island tem apenas ancoradouro offshore.

## Ver Mais
- Ilha Baker
- Ilha Howland
- Ilha Jarvis
- Atol Johnston
- Recife Kingman
- Atol Midway
- Ilha Navassa
- Atol Palmyra
- Ilha Wake

Localização das Ilhas Menores Distantes dos Estados Unido

Estas ilhas situam-se no Oceano Pacífico, com excepção de Navassa, que fica no Mar das Caraíbas. Nenhuma delas é permanentemente habitada.

A bandeira dos Estados Unidos é usada em todas as ilhas ultramarinas dos E.U.A. Apesar de cada uma usualmente possuir sua própria bandeira não-oficial.

Na norma ISO 3166-1 o código destas ilhas é UM.
1. ↑  «Baker and Howland Islands». web.archive.org. 15 de março de 2015. Consultado em 3 de junho de 2024
2. ↑  «Jarvis Island». web.archive.org. 2 de fevereiro de 2015. Consultado em 3 de junho de 2024
3. ↑  «GovInfo». www.govinfo.gov (em inglês). Consultado em 3 de junho de 2024
4. ↑  «Federal Register :: Request Access». unblock.federalregister.gov. Consultado em 3 de junho de 2024
5. ↑  «Unused domain name for U.S. isles gone». NBC News (em inglês). 24 de janeiro de 2007. Consultado em 3 de junho de 2024
6. ↑  «Midway Atoll National Wildlife Refuge | U.S. Fish & Wildlife Service». www.fws.gov (em inglês). Consultado em 3 de junho de 2024
7. ↑  «About the Refuge - Johnston Atoll - U.S. Fish and Wildlife Service». web.archive.org. 26 de janeiro de 2022. Consultado em 3 de junho de 2024
8. ↑  «About the Refuge - Baker Island - U.S. Fish and Wildlife Service». web.archive.org. 14 de agosto de 2021. Consultado em 3 de junho de 2024
9. ↑  «About the Refuge - Howland Island - U.S. Fish and Wildlife Service». web.archive.org. 2 de novembro de 2021. Consultado em 3 de junho de 2024
10. ↑  «About the Refuge - Jarvis Island - U.S. Fish and Wildlife Service». web.archive.org. 23 de outubro de 2021. Consultado em 3 de junho de 2024
11. ↑  «Plan Your Visit - Navassa Island - U.S. Fish and Wildlife Service». web.archive.org. 21 de junho de 2021. Consultado em 3 de junho de 2024
12. ↑  «Plan Your Visit - Palmyra Atoll - U.S. Fish and Wildlife Service». web.archive.org. 5 de dezembro de 2021. Consultado em 3 de junho de 2024
13. ↑  «Abandoned & Little-Known Airfields: Western Pacific Islands». web.archive.org. 4 de setembro de 2014. Consultado em 3 de junho de 2024
14. ↑  «Purdue e-Archives : Search Results». web.archive.org. 20 de janeiro de 2013. Consultado em 3 de junho de 2024
15. ↑  «CIA - The World Factbook 2002 -- Kingman Reef». www.faqs.org. Consultado em 3 de junho de 2024
16. ↑  «Maritime Safety Information». web.archive.org. 24 de setembro de 2009. Consultado em 3 de junho de 2024